# Henclová
Henclová é um município da Eslováquia, situado no distrito de Gelnica, na região de Košice. Tem 14,32 km² de área e sua população em 2018 foi estimada em 98 habitantes.

## Demografia
| Ano:        | 1994 | 2004    | 2014    | 2024 |
| ----------- | ---- | ------- | ------- | ---- |
| Broj ljudi: | 148  | 118     | 101     | 101  |
| Razlika:    |      | -20,27% | -14,40% | +0%  |

| Ano:               | 2023 | 2024 |
| ------------------ | ---- | ---- |
| Número de pessoas: | 100  | 101  |
| Diferença:         |      | +1%  |